# Hot Butter
Hot Butter was een Amerikaanse band die van 1971 tot 1978 actief was. De band maakt instrumentale synthesizermuziek. De meest bekende hit was Popcorn uit 1972 dat zeven weken op nummer 1 stond in de Veronica Top 40. In de Daverende Dertig van Hilversum 3 kwam deze versie niet verder dan #12. De 4 versies (van The Pop-cornmakers, The Anarchic System, Hot Butter en The Revolution System) stonden in de Top 40 gezamenlijk genoteerd. De Daverende Dertig noteerde iedere versie apart, waardoor duidelijk werd dat de versie van The Pop-cornmakers het best verkocht; deze versie stond 2 weken op #1 in deze hitparade.

## Daverende Dertig
| "Popcorn" (versie Hot Butter) in de Nederlandse Daverende Dertig binnen: 05-08-1972 | "Popcorn" (versie Hot Butter) in de Nederlandse Daverende Dertig binnen: 05-08-1972 | "Popcorn" (versie Hot Butter) in de Nederlandse Daverende Dertig binnen: 05-08-1972 | "Popcorn" (versie Hot Butter) in de Nederlandse Daverende Dertig binnen: 05-08-1972 | "Popcorn" (versie Hot Butter) in de Nederlandse Daverende Dertig binnen: 05-08-1972 | "Popcorn" (versie Hot Butter) in de Nederlandse Daverende Dertig binnen: 05-08-1972 | "Popcorn" (versie Hot Butter) in de Nederlandse Daverende Dertig binnen: 05-08-1972 |
| Week                                                                                | 1                                                                                   | 2                                                                                   | 3                                                                                   | 4                                                                                   | 5                                                                                   |                                                                                     |
| ----------------------------------------------------------------------------------- | ----------------------------------------------------------------------------------- | ----------------------------------------------------------------------------------- | ----------------------------------------------------------------------------------- | ----------------------------------------------------------------------------------- | ----------------------------------------------------------------------------------- | ----------------------------------------------------------------------------------- |
| Nummer                                                                              | 20                                                                                  | 19                                                                                  | 12                                                                                  | 16                                                                                  | 26                                                                                  | uit                                                                                 |

## Discografie

### Albums
- 1972: Hot Butter
- 1973: More Hot Butter
- 1973: Popcorn with Hot Butter
- 1974: Moog Hits
- 2000: Popcorn (CD)

### Singles
- 1972: Popcorn
- 1972: Apache
- 1972: Tequila
- 1973: Percolator
- 1975: Getting Off/Getting On

### NPO Radio 2 Top 2000
| Nummer met noteringen in de NPO Radio 2 Top 2000 | '99  | '00  | '01  | '02  |
| ------------------------------------------------ | ---- | ---- | ---- | ---- |
| Popcorn                                          | 1442 | 1349 | 1426 | 1708 |

1. ↑  Een vetgedrukt getal geeft de hoogste notering aan.
2. ↑  Deze tabel is bijgewerkt tot en met de laatste editie (2024).